# Toyota Sienna
 (août 2016).
Le Sienna est un grand monospace fabriqué par le constructeur japonais Toyota aux États-Unis pour le marché nord-américain.
Depuis 1997, il en est à sa quatrième génération.

## Première génération (1997 - 2004)
Les marchés d'Amérique du Nord avaient eu droit, comme l'Europe, à la première génération de Previa, c'est-à-dire l'Estima au Japon. Mais les ventes étaient plutôt faibles aux États-Unis. Le premier Sienna est donc imaginé pour répondre spécifiquement à la demande américaine. Il s'agit d'un monospace au style plus américain, davantage dans l'esprit d'un Dodge Caravan. Il est produit aux États-Unis et reçoit un V6 essence mieux adapté à la demande locale. Il dispose de portes arrière coulissantes, comme le Previa.
Un an après sa sortie, le Sienna doit composer avec un nouveau concurrent japonais, le Honda Odyssey.
Ces deux monospaces, bien davantage que le Nissan Quest qui ne parviendra jamais à s'imposer, seront de sérieux concurrents aux modèles en place aux États-Unis, et notamment les Dodge Caravan, Plymouth Voyager, Chrysler Town and Country (tous les trois identiques) et Ford Windstar.
Lors de sa première année pleine, en 1998, le Sienna trouve 81 391 clients aux États-Unis pendant que le Ford Windstar en séduit un peu plus de 190 000 et que le trio du groupe Chrysler culmine à plus de 500 000 ventes. Cette première génération de Sienna permet en tout cas à Toyota de se faire une légitimité sur un segment qui ne va toutefois pas tarder à perdre de ses adeptes au profit des nouveaux SUV.

## Deuxième génération (2004 - 2010)
Le deuxième Sienna arrive tout début 2004. Il est beaucoup plus gros et bénéficie d'un V6 porté de 3 litres à 3,3 litres dont la boîte de vitesses offre non plus quatre mais cinq rapports. Le Sienna suit ainsi la demande de la clientèle, friande de modèles volumineux et se décline également en version 4 roues motrices.
Le choix d'un modèle plus gros sera payant pour Toyota puisque les ventes annuelles aux États-Unis qui tournaient autour de 100 000 exemplaires vont dépasser les 150 000 entre 2004 et 2006 et frôler encore les 140 000 en 2007. Ce, alors que la triplette de Chrysler est tombée de 500 000 à 400 000 véhicules par an et que le remplaçant du Windstar chez Ford, le Freestar, reste sous les 100 000. Ce dernier disparaîtra d'ailleurs du marché en 2007 sans être remplacé, en même temps que les monospaces de General Motors (le Chevrolet Uplander et ses clones) laissant d'autant plus le champ libre au Toyota et au Honda Odyssey, ce dernier naviguant régulièrement à 20 000 exemplaires au-dessus du Toyota.

## Troisième génération (2010 - 2020)
La crise de la fin 2008 a fait chuter les ventes de la deuxième génération de Sienna, passées de 163 000 en 2006 à tout juste 85 000 en 2009. Dans le même temps il est vrai, le seul américain encore en place, le duo Chrysler Voyager et Dodge Caravan (Plymouth ayant disparu), s'est effondré de 370 000 à 175 000. Le nouveau Sienna arrive ainsi au bon moment pour relancer les ventes. D'autant que, le Sienna étant produit aux États-Unis, il ne subira pas comme d'autres modèles de la gamme (Yaris et Prius notamment) le fort ralentissement de la production au Japon à la suite du tsunami du 11 mars 2011.
Ce troisième Sienna repose sur la plate-forme de son prédécesseur mais profite d'évolutions techniques. Avec notamment l'arrivée d'une sixième vitesse pour la boîte automatique, mais aussi d'un petit 4 cylindres, une première pour le Sienna, permettant de répondre à une partie de la clientèle préoccupée par la hausse fréquente du prix de l'essence.